# Riba po imenu Vanda
Riba po imenu Vanda (tudi Riba po imenu Wanda, angleško A Fish Called Wanda) je britansko-ameriški komični film o ropu iz leta 1988, ki ga je režiral Charles Crichton po scenariju Johna Cleesea. V glavnih vlogah nastopajo Jamie Lee Curtis, Kevin Kline in Michael Palin kot tolpa tatov diamantov, ki poskušajo drug drugega prevarati in najti s strani vodje tolpe skrite diamante. Odvetnik (Cleese) postane osrednja oseba, ko ga femme fatale Vanda (Curtis) izrabi za iskanje diamantov. To je bil Crichtonov zadnji film. 
Film je bil premierno prikazan 15. julija 1988 in je naletel na dobre ocene kritikov. Nominiran je bil za tri oskarje na 61. podelitvi, za režijo (Crichton), izvirni scenarij (Cleese) in stranskega igralca, slednjega je Kline tudi osvojil. Cleese in Palin sta osvojila nagradi BAFTA za najboljšega igralca v glavni in stranski vlogi, Curtis pa je bila nominirana za najboljšo igralko. Britanski filmski inštitut je film uvrstil na 39. mesto najboljših britanskih filmov 20. stoletja, Ameriški filmski inštitut pa na 21. mesto lestvice stotih najboljših ameriških komičnih filmov. Leta 1997 so posneli manj uspešno nadaljevanje Zverine.

## Vloge
- John Cleese kot Archie Leach
- Jamie Lee Curtis kot Vanda Gershwitz
- Kevin Kline kot Otto West
- Michael Palin kot Ken Pile
- Tom Georgeson kot George Thomason
- Maria Aitken kot Wendy Leach
- Cynthia Cleese kot Portia Leach
- Patricia Hayes kot ga. Eileen Coady
- Geoffrey Palmer kot sodnik
- Roger Brierley kot Davidson
- Llewellyn Rees kot Sir John
- Stephen Fry kot Hutchison
- Al Ashton kot Warder